# Igreja de São José (Ponta Delgada)

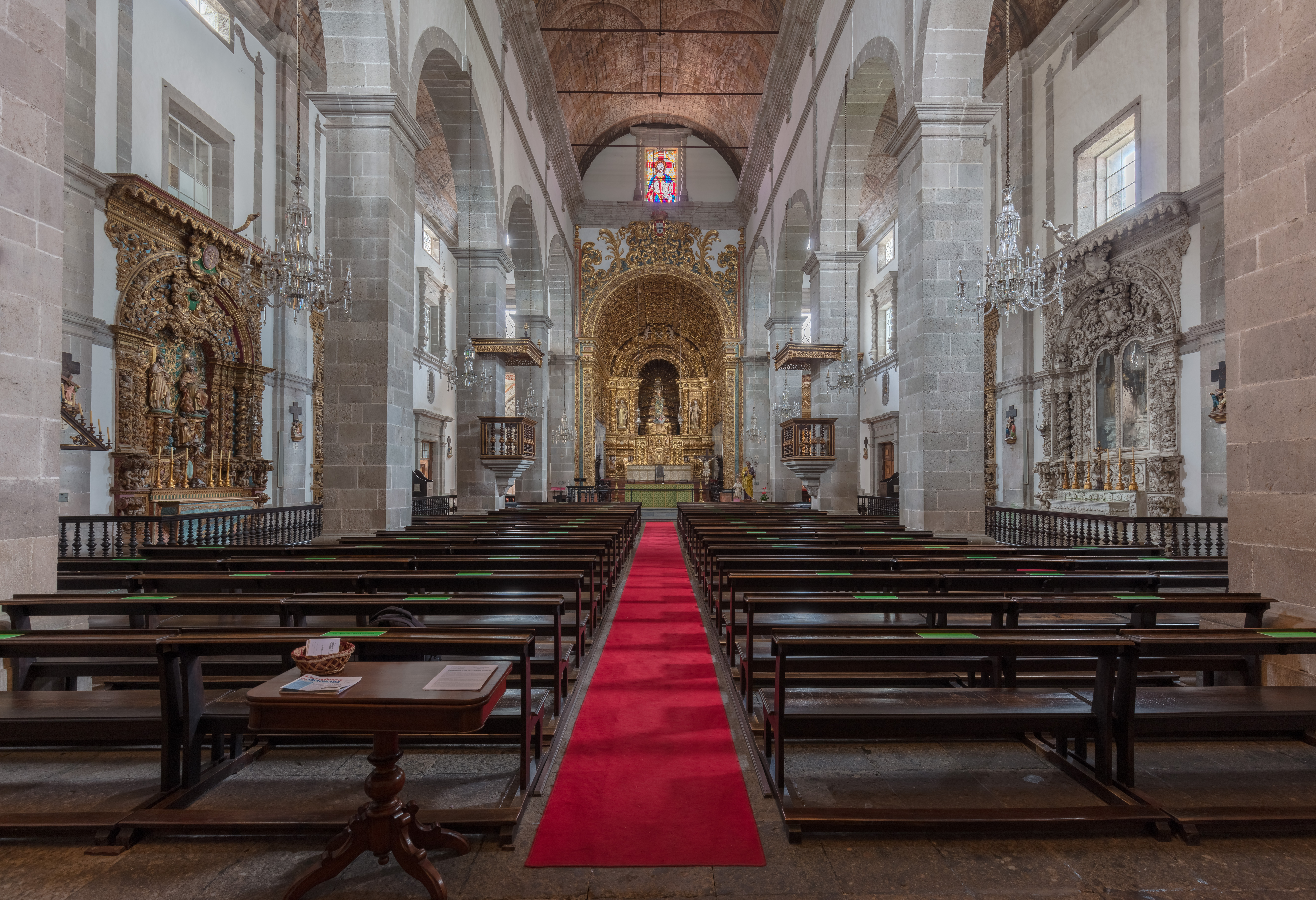
Interior.

A Igreja de São José e o Convento de Nossa Senhora da Conceição de que fazia parte localizam-se no antigo Campo de São Francisco, atual Largo Cinco de Outubro, em pleno centro histórico da cidade de Ponta Delgada, na ilha de São Miguel, nos Açores.
O conjunto arquitetónico encontra-se classificado como Imóvel de Interesse Público pelo Decreto nº 39 175, de 17 de abril de 1953.

## História
A primitiva igreja no local, sob a invocação de Nossa Senhora da Conceição, remonta ao século XVI e pertencia ao Mosteiro da Ordem de São Francisco.
O atual templo foi iniciado em 1709.
O lugar onde hoje se implanta a igreja paroquial de São José era, no século XVI, propriedade de Fernão de Quental e de sua mulher, Margarida de Matos. Foi precisamente esta última que mando erguer no local uma ermida sob a invocação de Nossa Senhora da Conceição (data desconhecida). O templo foi terminado em 1544 por seus filhos, já depois da sua morte.

## Características
O templo, de grandes dimensões, apresenta uma fachada simples mas imponente, dominada pela portada. O interior consiste de três naves com arcos pintados, com os altares decorados em talha dourada. Destacam-se ainda os painéis de azulejos datados do século XVIII (azuis e brancos).
Encontra-se decorado com estátuas dos séculos XVII e XVIII, de influência hispano-mexicana. Na sacristia destaca-se o mobiliário barroco em jacarandá.
Ao lado direito da Igreja encontra-se a Capela de Nossa Senhora das Dores, cujas janelas são consideradas um dos mais representativos exemplos do estilo barroco de São Miguel.

## Galeria

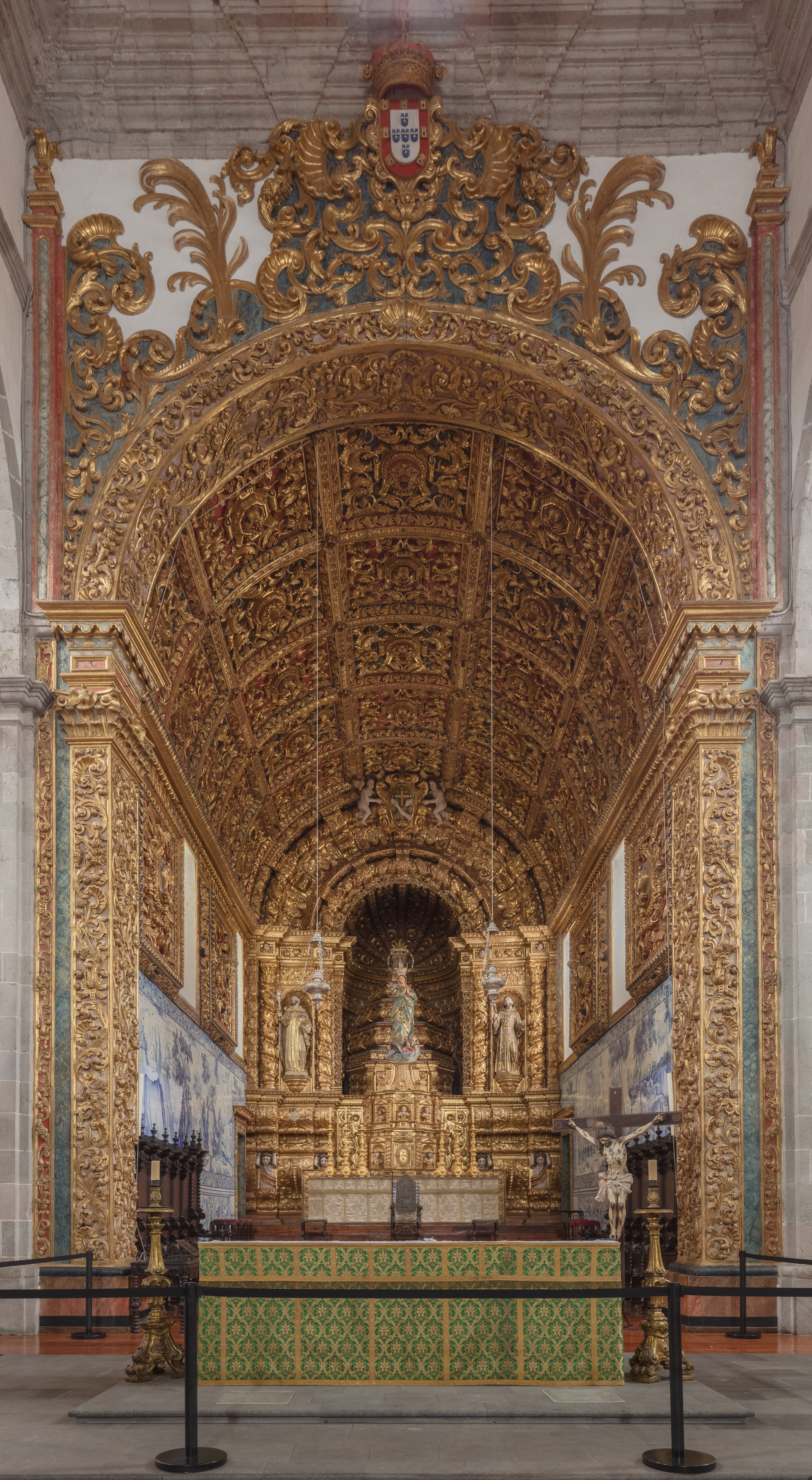
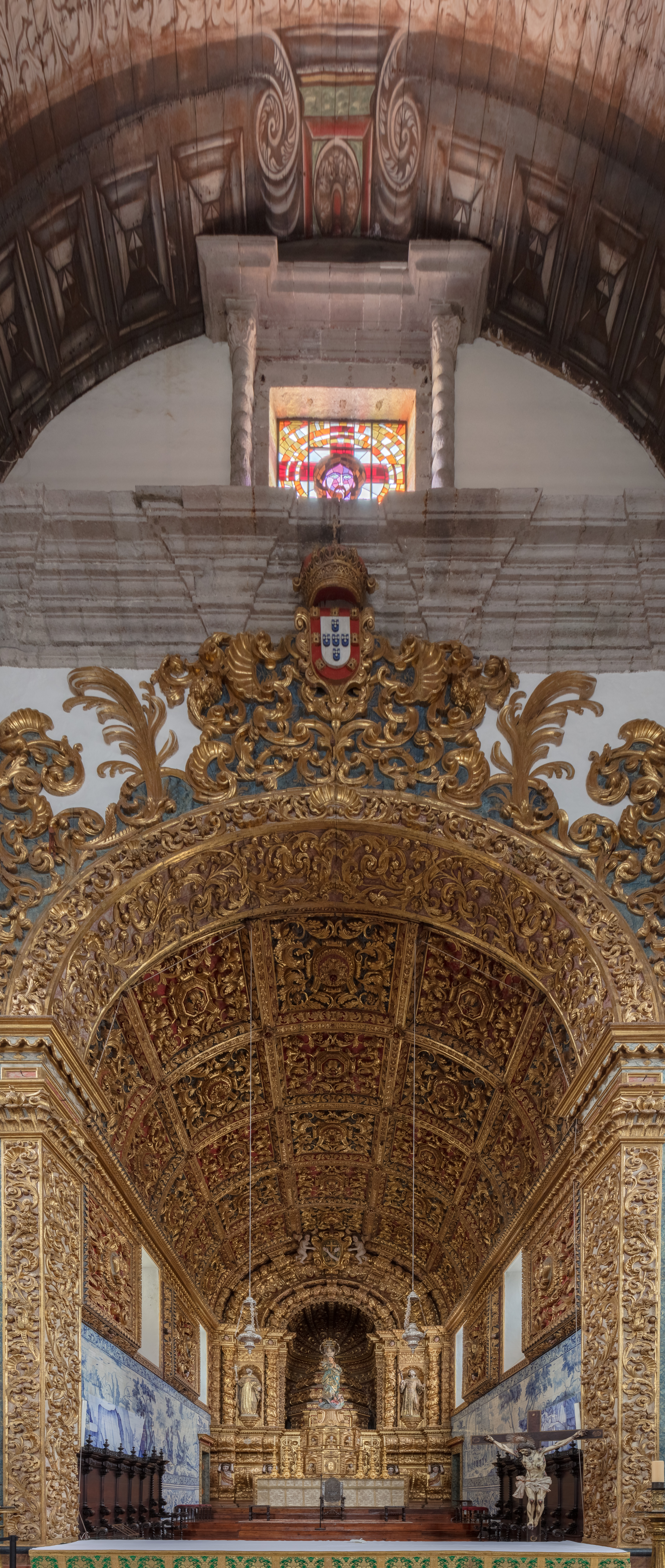
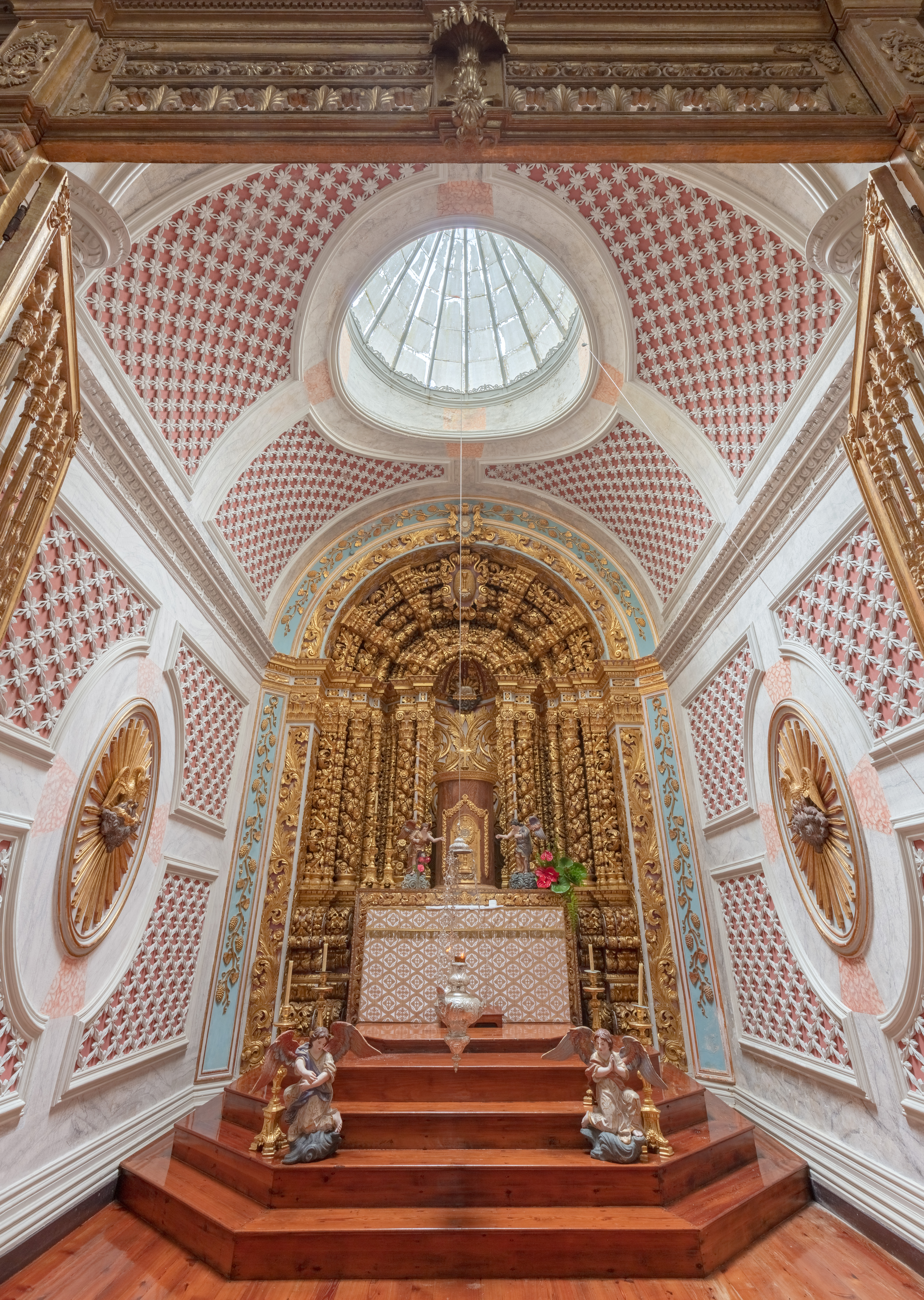
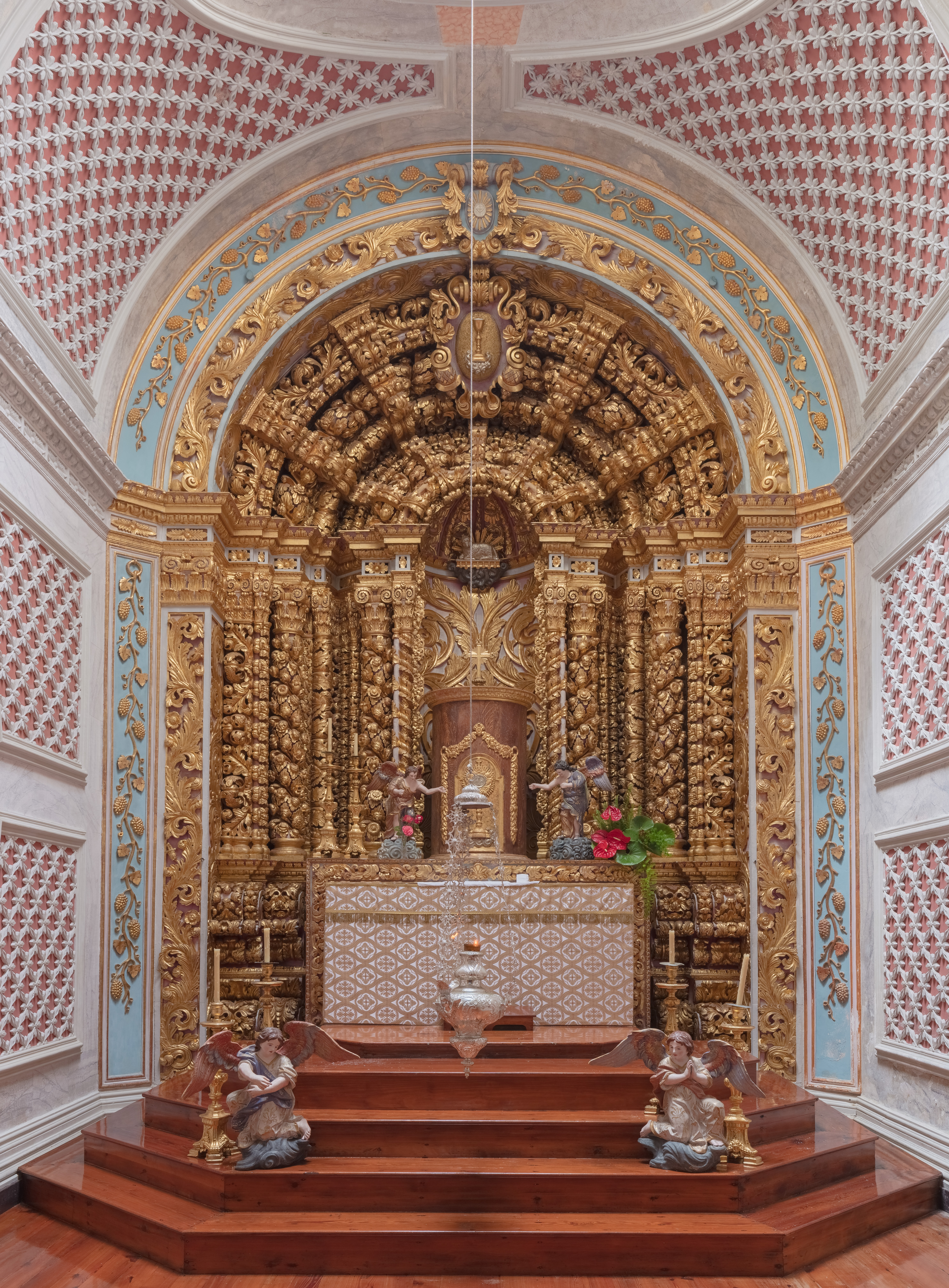
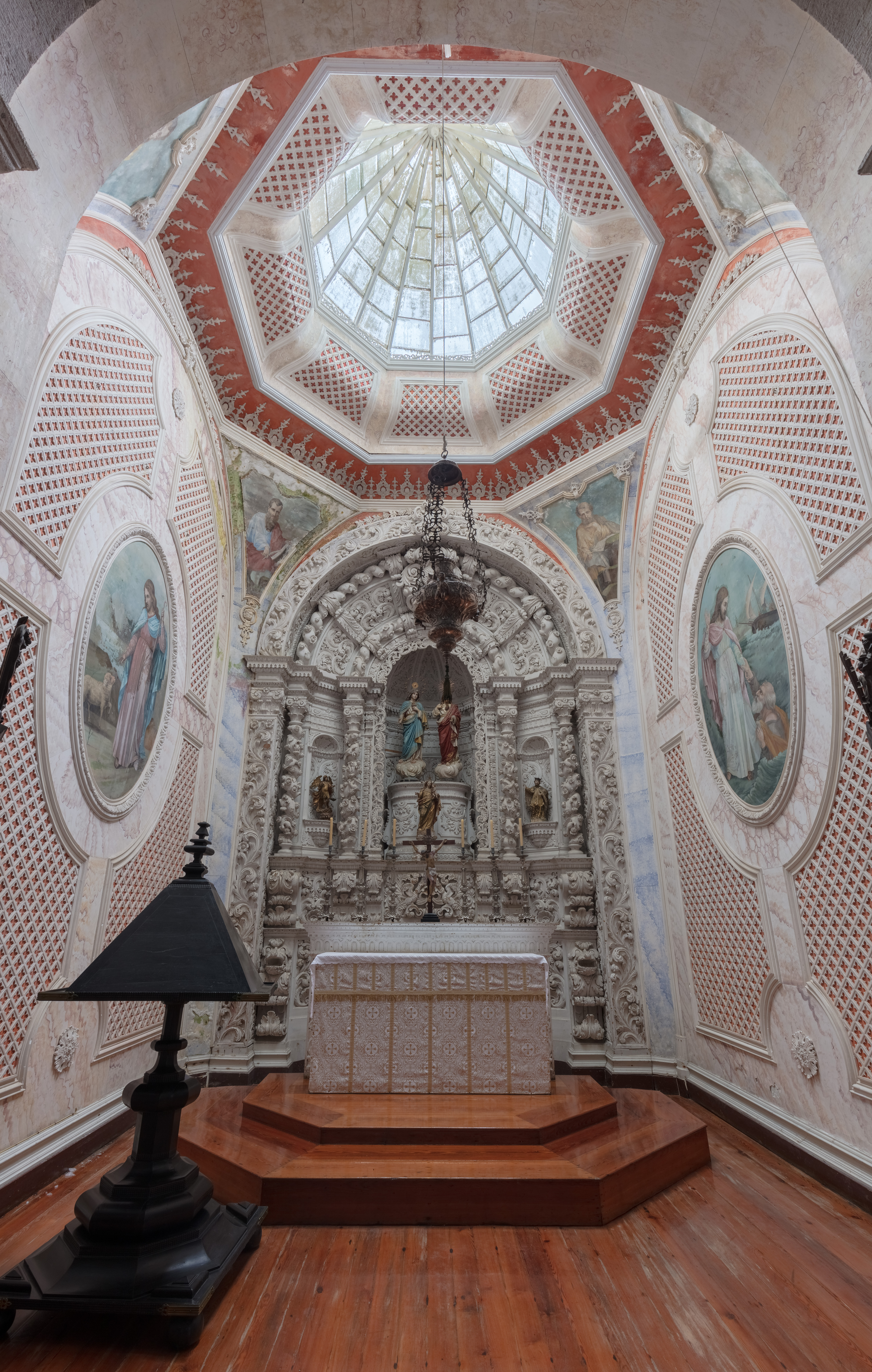
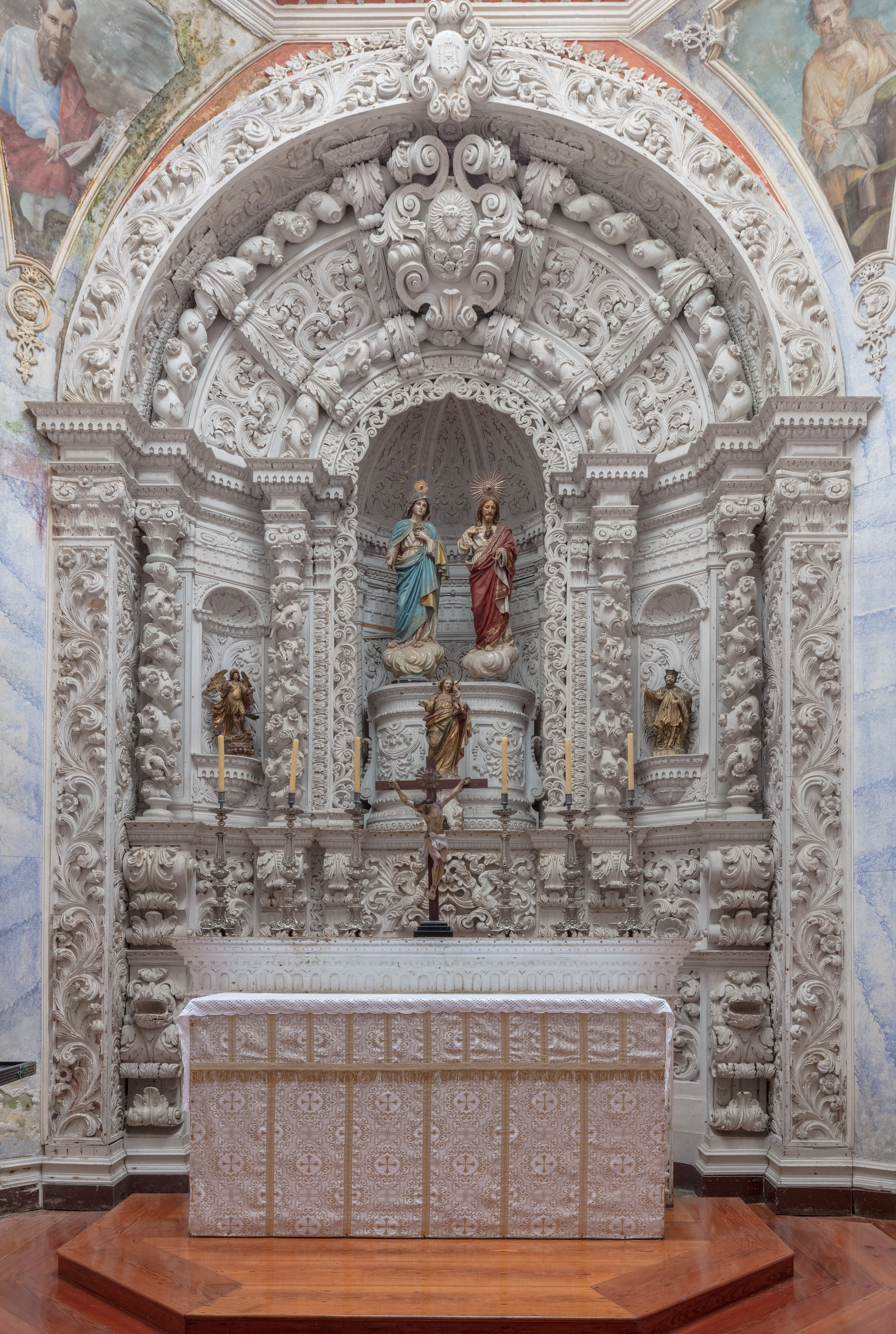
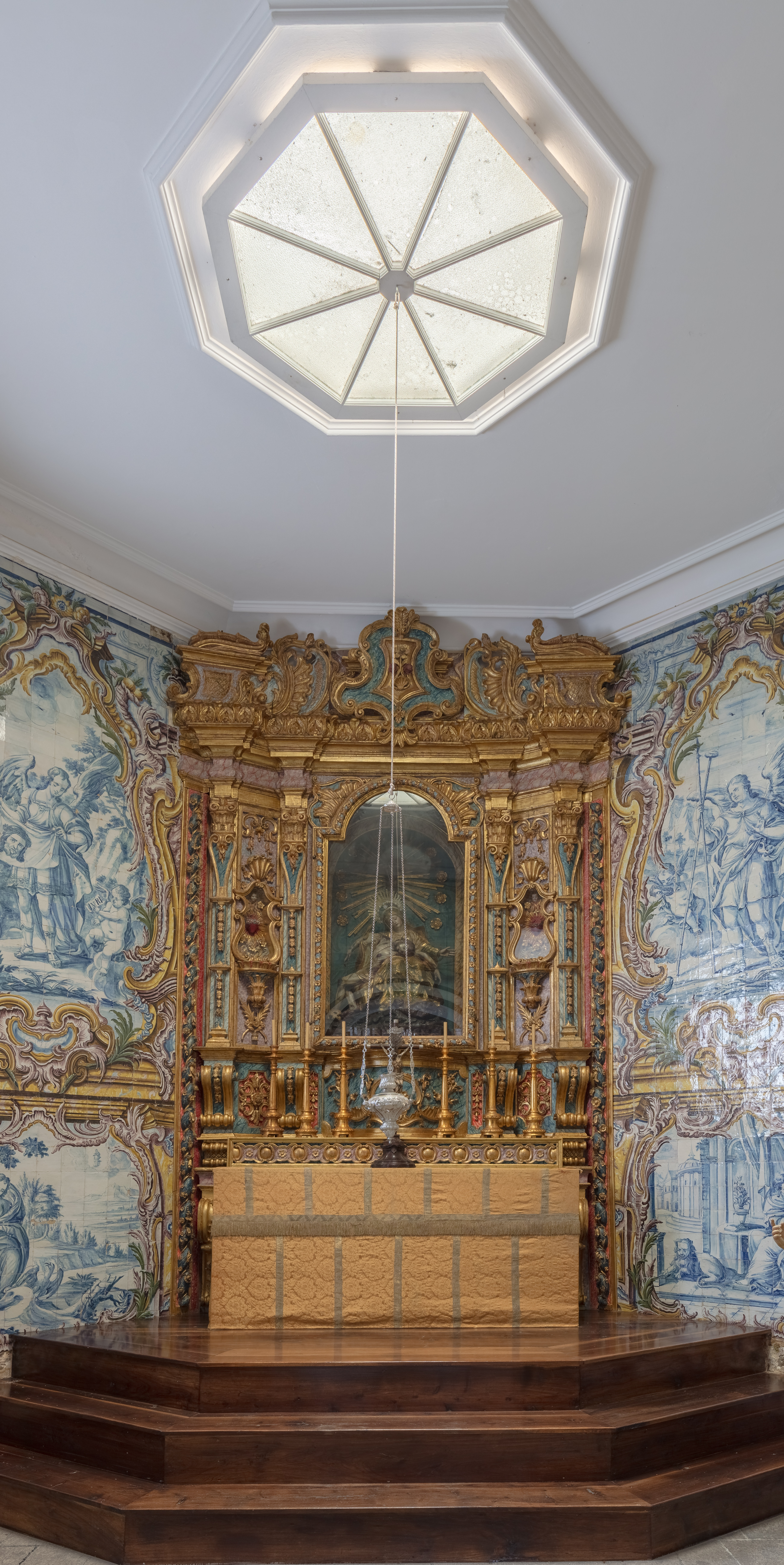
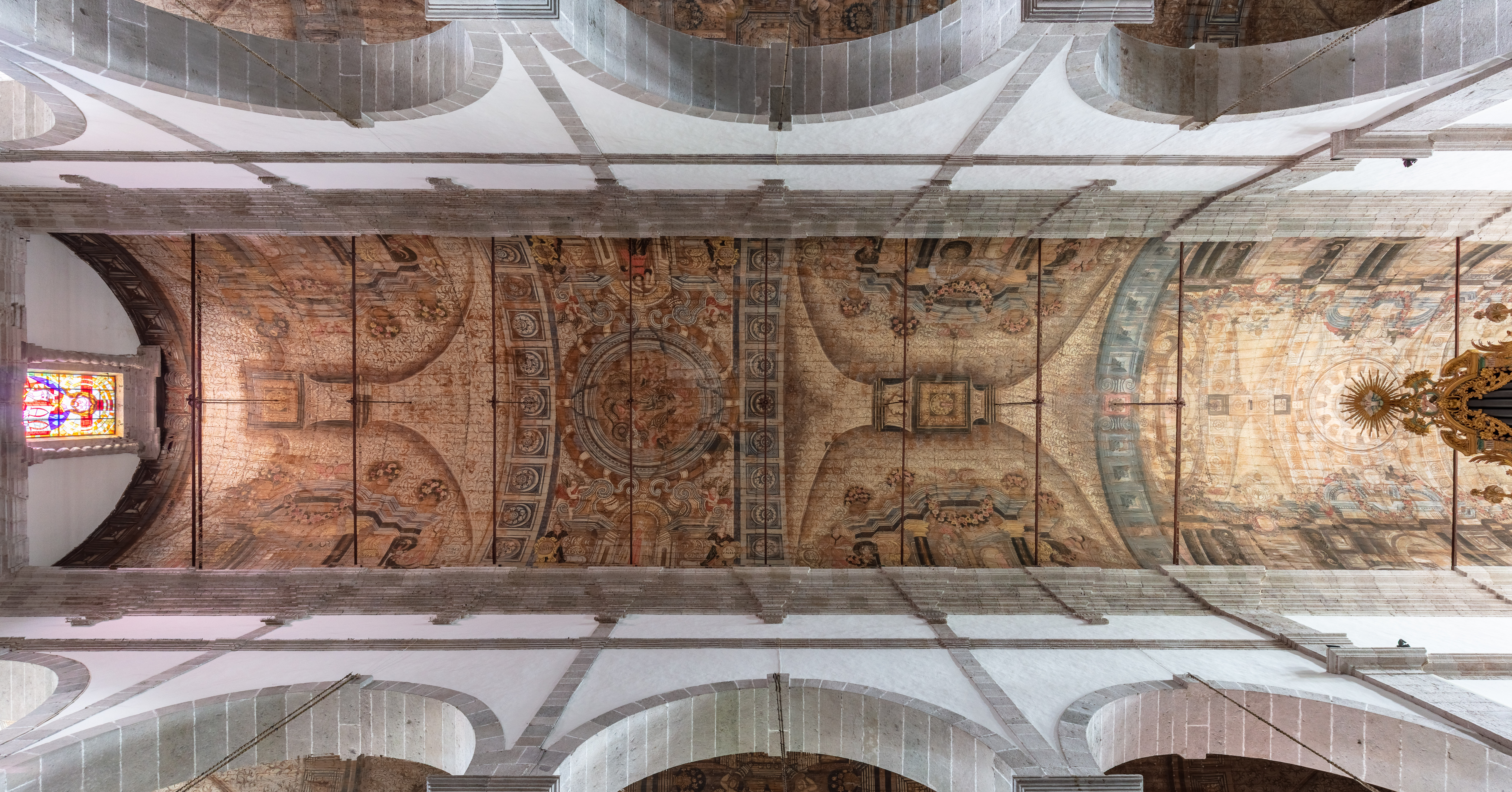